# OSGeo
La Open Source Geospatial Foundation (OSGeo) è un'organizzazione non-profit la cui missione è di sostenere e promuovere lo sviluppo collaborativo di tecnologie aperte e dati geospaziali. La fondazione offre supporto finanziario, organizzativo e legale alla più ampia comunità open source geospaziale. Serve anche come entità giuridica indipendente a cui i membri della comunità possono contribuire attraverso il rilascio di sorgenti di software, fondi e altre risorse, nella certezza che i loro contributi saranno mantenuti per pubblica utilità. OSGeo serve anche come diffusione e organizzazione di difesa per la comunità open source geospaziale e fornisce un forum comune e delle infrastrutture condivise per migliorare la collaborazione tra progetti.
I progetti della fondazione sono tutti disponibili gratuitamente e utilizzabili sotto le licenze Open Source certificate OSI.
La sezione italiana dell'associazione (il local chapter) è rappresentato da GFOSS.it.

## Scopo e obbiettivi
Lo scopo principale di OSGeo è sostenere lo sviluppo collaborativo di software open source geospaziale e promuoverne la sua diffusione.
Pertanto gli obbiettivi sono:
- fornire le risorse per i progetti della Fondazione - ad es. infrastrutture, finanziamenti, legale.
- promuovere liberamente geodati disponibili - il software libero è inutile senza dati.
- promuovere l'uso di software open source nel settore geospaziale (non solo il software della fondazione) - es. pubbliche relazioni, formazione, sensibilizzazione.
- favorire l'attuazione di standard aperti e interoperabilità basata su standard in progetti della fondazione.
- garantire un alto grado di qualità dei progetti della Fondazione, al fine di costruire e preservare il "marchio " di fondazione.
- rendere la fondazione e il relativo software più accessibile agli utenti finali
- fornire il supporto per l'utilizzo del software OSGeo nel campo dell'istruzione attraverso programmi di studio, sensibilizzazione e sostegno.
- incoraggiare la comunicazione e la cooperazione tra le comunità OSGeo fra linguaggi (es. Java / C / Python) e sistemi operativi  diversi (Microsoft Windows, Unix*, MacOS).
- sostenere l'utilizzo e il contributo per i progetti della Fondazione da parte della comunità mondiale attraverso l'internazionalizzazione dei software e di sensibilizzazione della comunità.
- farsi carico della conferenza annuale  foss4g[1], eventualmente in collaborazione con le iniziative correlate
- assegnare il premio [Sol Katz] per servizi alla comunità OSGeo